# Tetramorium schaufussii
Tetramorium schaufussii är en myrart som beskrevs av Auguste-Henri Forel 1891. Tetramorium schaufussii ingår i släktet Tetramorium och familjen myror. Inga underarter finns listade i Catalogue of Life.

## Bildgalleri

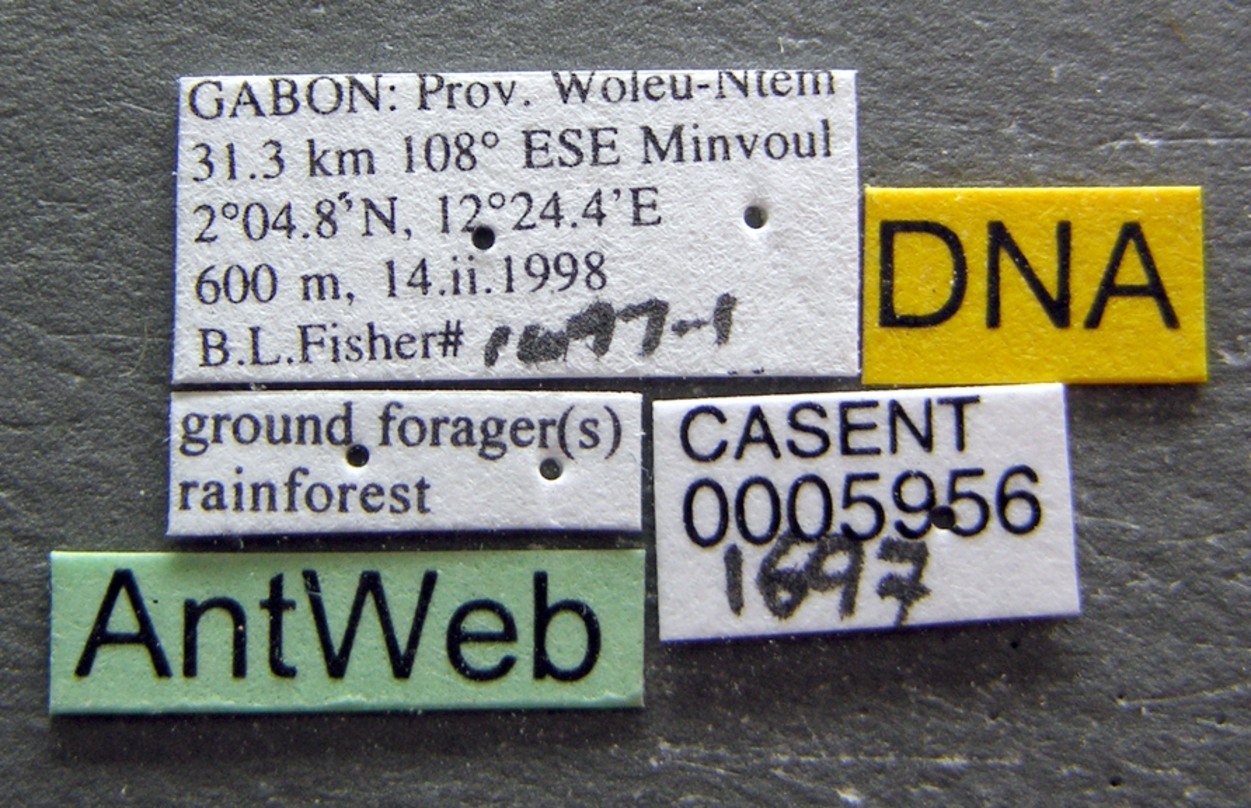
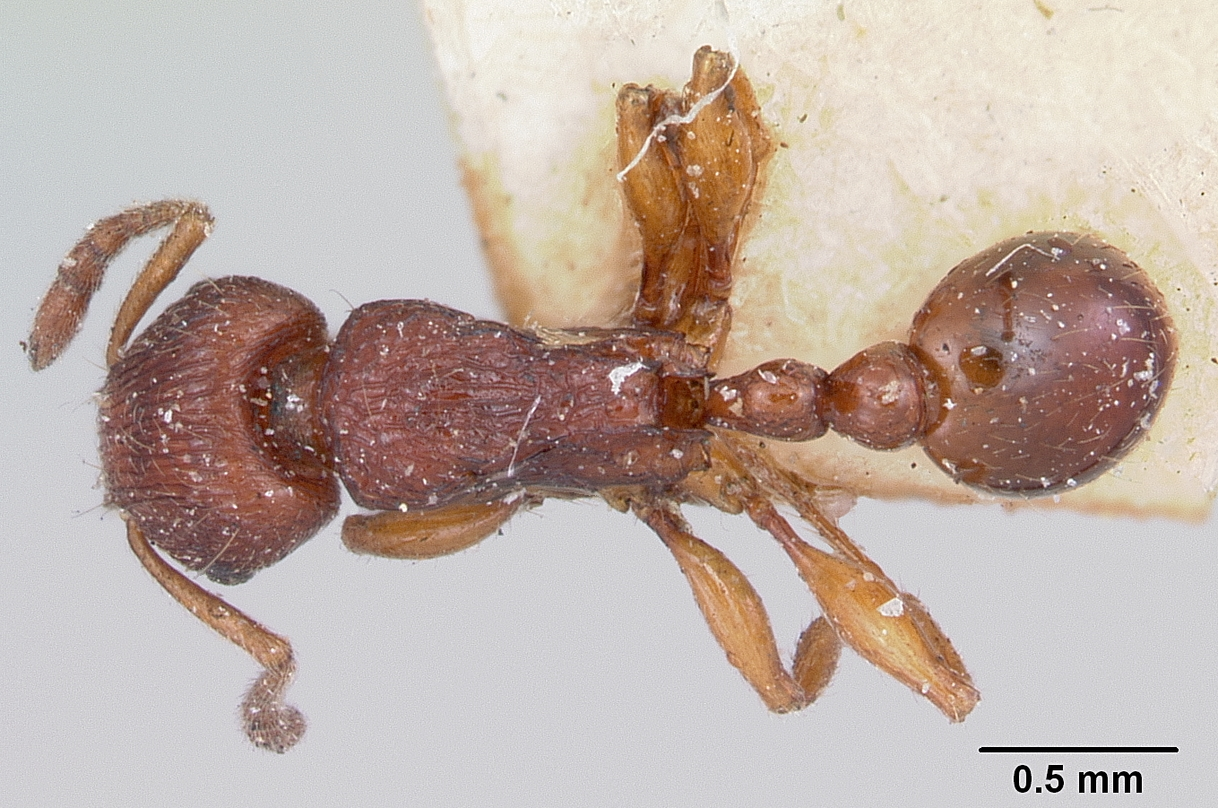
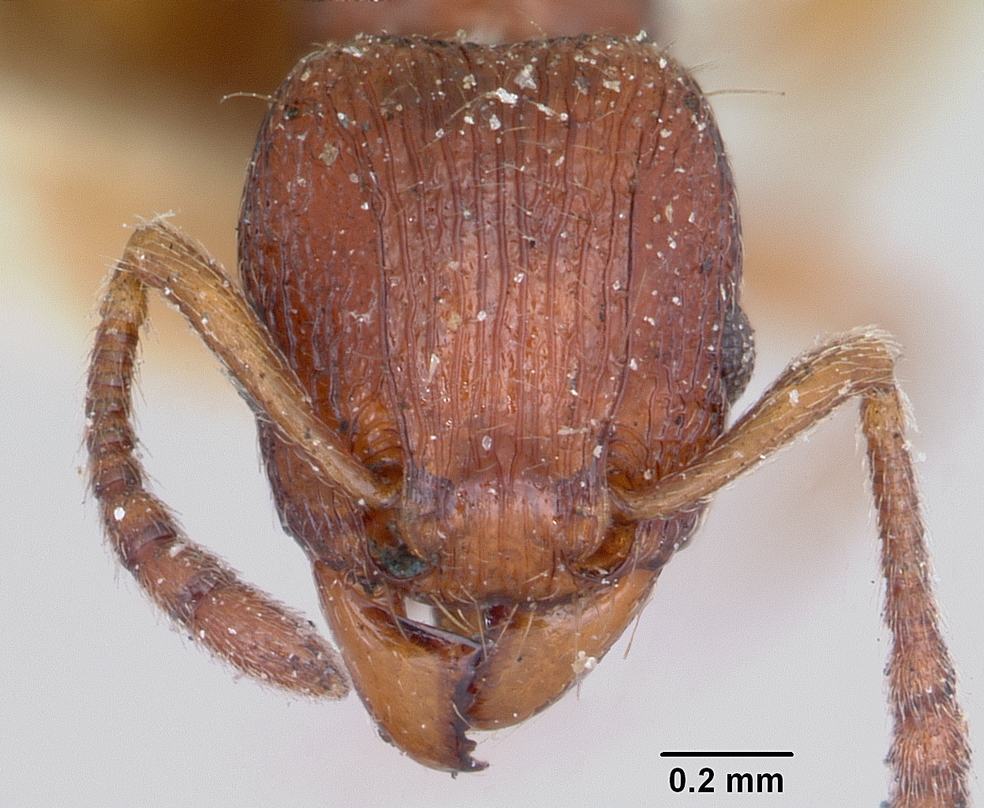
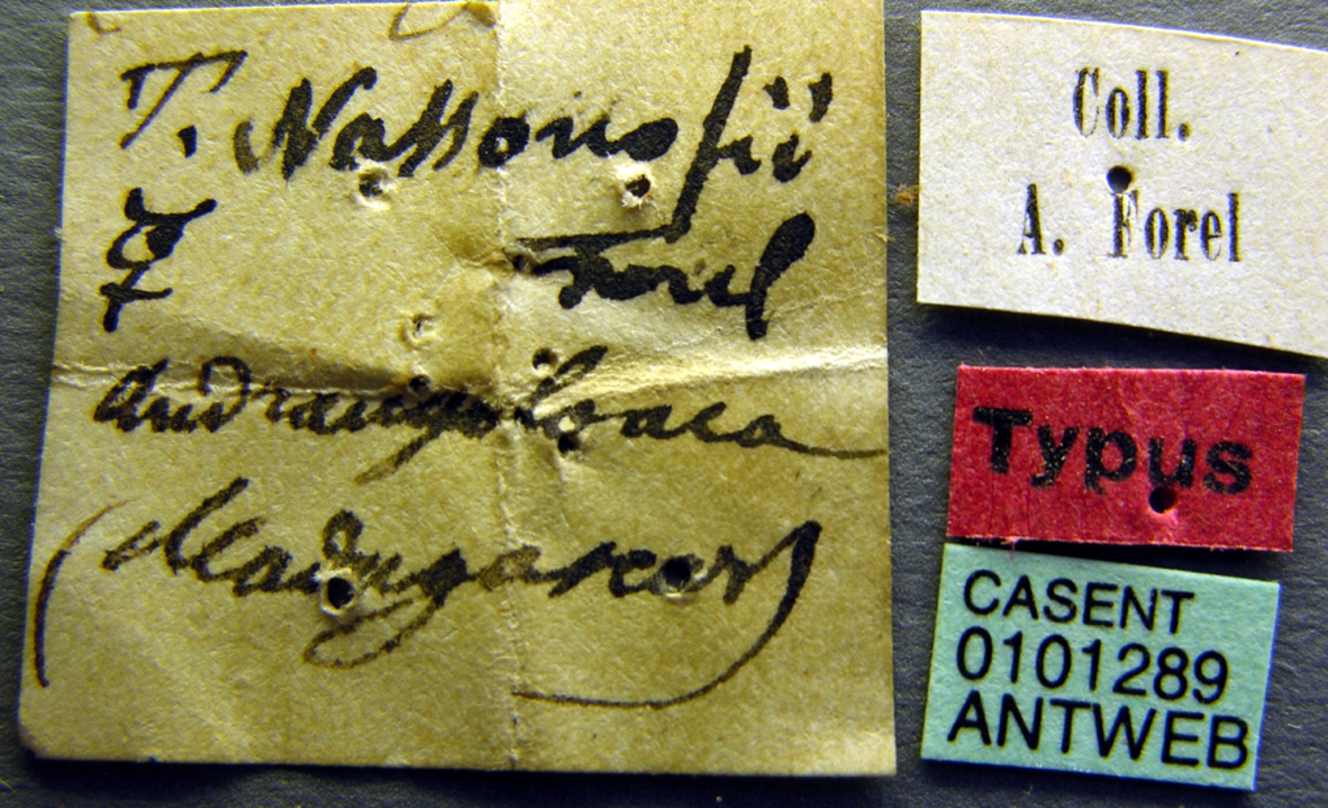
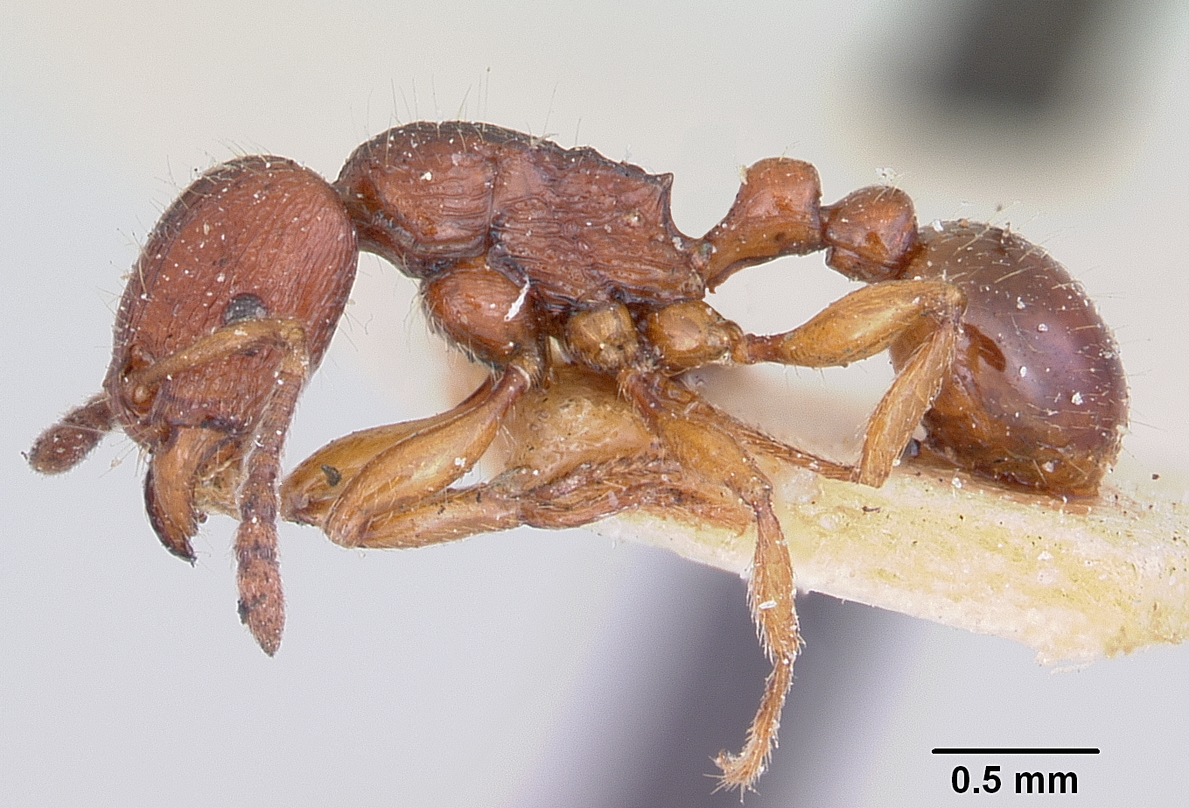
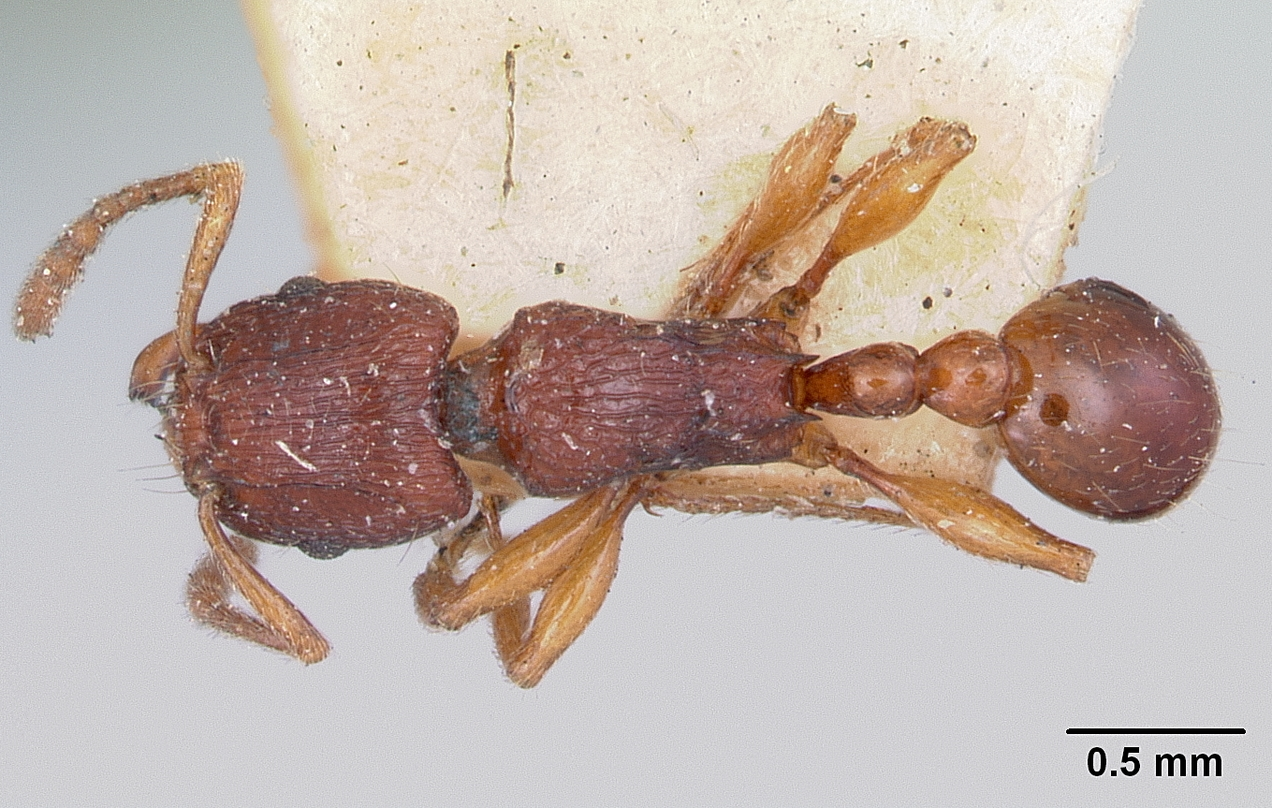